# Cercosporella apocyni
Cercosporella apocyni är en svampart som först beskrevs av Ellis & Kellerm., och fick sitt nu gällande namn av William Trelease 1885. Cercosporella apocyni ingår i släktet Cercosporella och familjen Mycosphaerellaceae.   Inga underarter finns listade i Catalogue of Life.